# ميريل مولر
ميريل مولر (بالإنجليزية: Merrill Mueller)‏ هو صحفي أمريكي، ولد في 27 يناير 1916 في نيويورك في الولايات المتحدة، وتوفي في 30 نوفمبر 1980 في لوس أنجلوس في الولايات المتحدة.

## وصلات خارجية
- ميريل مولر على موقع IMDb (الإنجليزية)